# Pteris auquieri
Pteris auquieri är en kantbräkenväxtart som beskrevs av Pichi-serm. Pteris auquieri ingår i släktet Pteris och familjen Pteridaceae. Inga underarter finns listade.